# Bejt El'azari
Bejt El'azari (hebrejsky בֵּית אֶלְעָזָרִי, doslova „El'azariho dům“, v oficiálním přepisu do angličtiny Bet El'azari, přepisováno též Beit El'azari) je vesnice typu mošav v Izraeli, v Centrálním distriktu, v Oblastní radě Brenner.

## Geografie
Leží v nadmořské výšce 44 metrů v hustě osídlené a zemědělsky intenzivně využívané pobřežní nížině (region Šefela), na jižním okraji aglomerace Tel Avivu.
Obec se nachází 13 kilometrů od břehu Středozemního moře, cca 25 kilometrů jihovýchodně od centra Tel Avivu, cca 41 kilometrů západně od Jeruzalému a 4 kilometry jižně od města Rechovot. Na východní straně vesnici lemuje areál letecké základny Tel Nof. Bejt El'azari obývají Židé, přičemž osídlení v tomto regionu je etnicky převážně židovské.
Bejt El'azari je na dopravní síť napojen pomocí místní silnice číslo 4103, která západně od mošavu ústí do dálnice číslo 40.

## Dějiny
Bejt El'azari byl založen v roce 1948. Zpočátku se vesnice nazývala Arugot (ערוגות), pak Ekron ha-Chadaša (עקרון החדשה). Současné jméno je připomínkou Jicchaka El'azariho-Volcaniho, jednoho ze zakladatelů moderní agronomie v Izraeli. Prvními osadníky v nové vesnici byli od prosince 1948 Židé z Polska a Rumunska, kteří předtím procházeli agrárním výcvikem v Kfar Bilu.
Správní území mošavu dosahuje cca 4700 dunamů (4,7 kilometru čtverečního). Místní ekonomika je zčásti stále založena na zemědělství, cca polovina populace je tvořena novými rezidenty bez vazby na zemědělský styl života.
Židovští vesničané se zde usadili na pozemcích vysídlené arabské vesnice al-Maghar, jež tu stávala až do války za nezávislost roku 1948. Nacházela se na jihozápadním okraji nynějšího mošavu. V 8. století se tu narodil islámský učenec Abu al-Hasan Muhamad al-Maghari. Stávala tu mešita a chlapecká základní škola založená roku 1945. Roku 1931 měla vesnice 1211 obyvatel a 255 domů. Počátkem války byla tato oblast v květnu 1948 ovládnuta židovskými silami a arabské osídlení zde skončilo. Zástavba vesnice pak byla v červnu 1948 zbořena na příkaz funkcionáře Židovského národního fondu Josefa Weitze. Zůstalo jen několik ruin domů.

## Demografie
Podle údajů z roku 2014 tvořili naprostou většinu obyvatel v Bejt El'azari Židé (včetně statistické kategorie "ostatní", která zahrnuje nearabské obyvatele židovského původu ale bez formální příslušnosti k židovskému náboženství).
Jde o menší obec vesnického typu s dlouhodobě výrazně rostoucí populací. K 31. prosinci 2014 zde žilo 1441 lidí. Během roku 2014 populace stoupla o 3,0 %.
| Rok            | 1961 | 1972 | 1983 | 1995 | 2001 | 2003 | 2004 | 2005 | 2006 | 2007 | 2008 | 2009 | 2010 | 2011 | 2012 | 2013 | 2014 |
| -------------- | ---- | ---- | ---- | ---- | ---- | ---- | ---- | ---- | ---- | ---- | ---- | ---- | ---- | ---- | ---- | ---- | ---- |
| Počet obyvatel | 630  | 433  | 577  | 667  | 772  | 904  | 989  | 1054 | 1130 | 1203 | 1244 | 1211 | 1237 | 1332 | 1395 | 1399 | 1441 |